# Мељадино Сан Фиденцио
Мељадино Сан Фиденцио (итал. Megliadino San Fidenzio) је насеље у Италији у округу Падова, региону Венето.
Према процени из 2011. у насељу је живело 1834 становника. Насеље се налази на надморској висини од 10 м.

## Становништво
Према резултатима пописа становништва 2011. у општини је живело 1.952 становника.
| 1951. | 1961. | 1971. | 1981. | 1991. | 2001. | 2011. |
| ----- | ----- | ----- | ----- | ----- | ----- | ----- |
| 3.302 | 2.474 | 2.031 | 1.961 | 1.858 | 1.834 | 1.952 |